# Taurus Media
Taurus Media – polskie wydawnictwo specjalizujące się w publikacji polskich, amerykańskich i europejskich komiksów. Zostało założone w 2005 r., jego siedziba znajduje się w Piasecznie.
W 2014 wydawnictwo otrzymało nagrodę dla najlepszego polskiego wydawcy komiksów przyznawaną przez organizatorów Międzynarodowego Festiwalu Komiksu w Łodzi.
W katalogu Taurus Media znajdują się takie tytuły jak:
- 300
- Borgia
- Elryk
- Hector Umbra
- Infamis
- Ja, Vampir
- Long John Silver
- Orbital
- Orły Rzymu
- Queen & Country. Za królową i ojczyznę
- Skorpion
- Torpedo
- WE3
- Whiteout: Zamieć
- Whiteout: Odwilż
- Zabójca
- Żywe trupy